# Fürstentum Katalonien
Das Fürstentum Katalonien (katalanisch: Principat de Catalunya oder einfach Principat) war ein mittelalterlicher und frühneuzeitlicher Staat im Nordosten der Iberischen Halbinsel. Während des größten Teils seiner Geschichte war es in dynastischer Vereinigung mit dem Königreich Aragon und bildete zusammen die Krone Aragón.
Die Staatsgemeinschaft war durch den Heiratsvertrag entstanden, den König Ramiro II. von Aragon 1137 für seine damals einjährige Tochter Petronella mit Raimund Berengar IV., dem Grafen von Barcelona, abschloss. Raimund Berengar übernahm die Regierung im Königreich Aragón für seine Verlobte. Er führte die Titel Comes Barcinonensis (Graf von Barcelona) und Princeps Aragonensis (Fürst von Aragonien). Die Nachfahren waren in Personalunion Könige von Aragón und Grafen von Barcelona, wobei sich die alten Grenzen der Grafschaft zwischenzeitlich verwischt hatten und bereits eine neue territoriale Einheit entstanden war: Katalonien. Von da an findet man den Namen „Fürstentum Katalonien“ zur Bezeichnung der Territorien, die in den Corts von Katalonien vertreten waren. Die Bezeichnung wurde noch unter der Herrschaft der Bourbonen bis weit in das 19. Jahrhundert verwendet.
Das „Fürstentum Katalonien“ ist das historische Kernland Kataloniens und umfasst in Spanien die heutige Autonome Gemeinschaft Katalonien und den Landstreifen Franja de Ponent in der heutigen Autonomen Gemeinschaft Aragon sowie in Frankreich das nach dem Pyrenäenfrieden 1659 abgetrennte Nordkatalonien.

## Geschichte

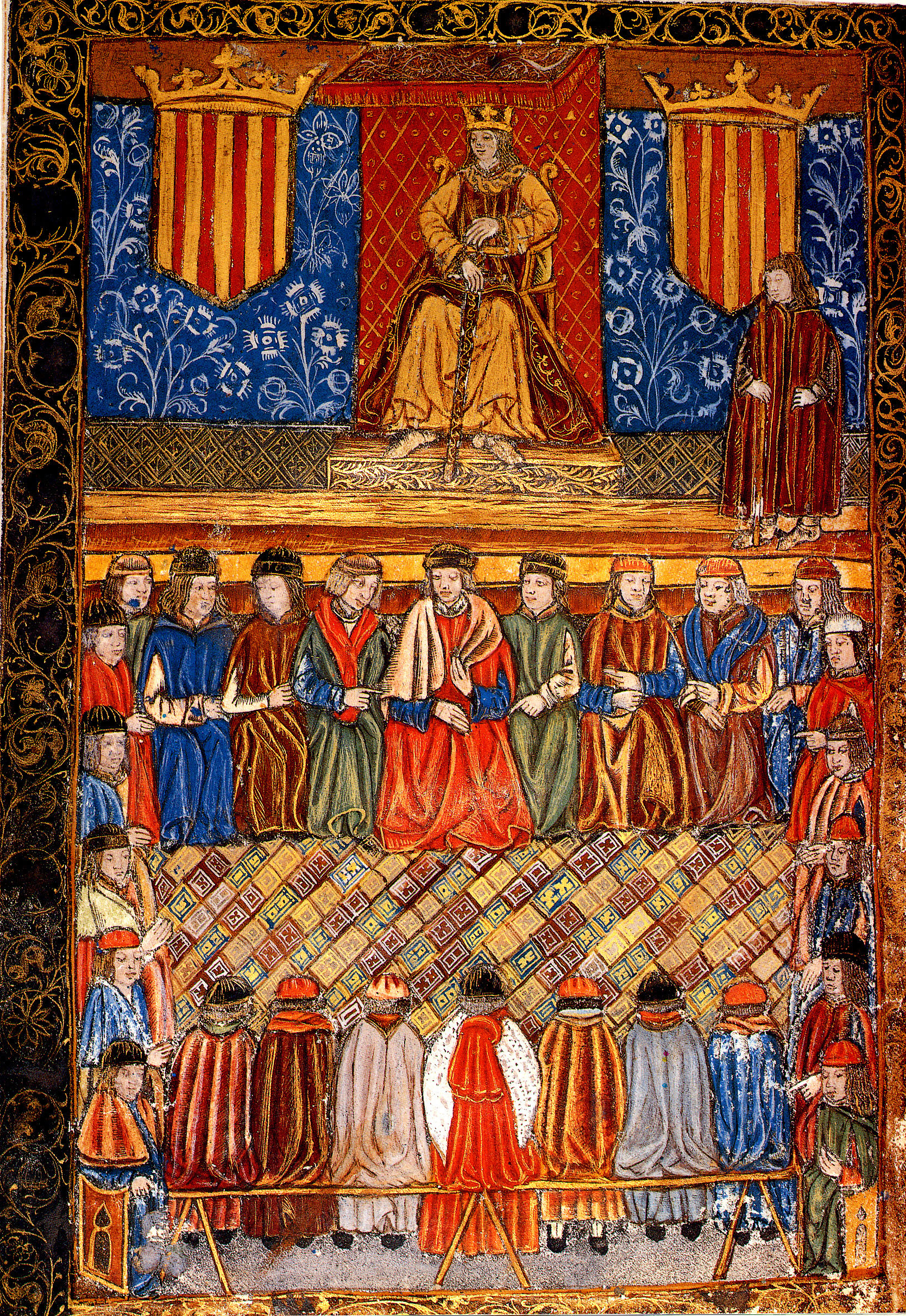
Corts (Ständeversammlung) von Katalonien, 1495

Der erste Hinweis auf Katalonien und die Katalanen erscheint im Liber maiolichinus de gestis Pisanorum illustribus, einer Pisanischen Chronik (geschrieben zwischen 1117 und 1125) über die Eroberung Mallorcas durch eine gemeinsame Streitmacht von Italienern, Katalanen und Okzitanern. Damals existierte Katalonien noch nicht als politische Einheit, obwohl die Verwendung dieses Begriffs Katalonien als kulturelle oder geografische Einheit anzuerkennen scheint. Die Grafschaften, die schließlich das Fürstentum Katalonien bildeten, wurden nach und nach unter der Herrschaft des Grafen von Barcelona vereint.
1137 wurden die Grafschaft Barcelona und das Königreich Aragon unter einer einzigen Dynastie vereint, wodurch das entstand, was moderne Historiker die Krone von Aragon nennen; Aragonien und Katalonien behielten jedoch ihre eigene politische Struktur und Rechtstradition bei und entwickelten in den nächsten Jahrhunderten separate politische Gemeinschaften. Unter Alfons I. (reg. 1164–1196) wurde Katalonien erstmals als juristische Person betrachtet. Dennoch wurde der Begriff Fürstentum Katalonien erst im 14. Jahrhundert legal verwendet, als er auf die von den Gerichten Kataloniens regierten Gebiete angewendet wurde.
Sein institutionelles System entwickelte sich im Laufe der Jahrhunderte und etablierte politische Körperschaften analog zu denen anderer Königreiche der Krone (wie die Corts, die Generalitat oder der Consell de Cent). Ausgehend von den Usatges von Barcelona beschränkte ihre Gesetzgebung die königliche Macht und sicherte das politische Modell des Paktismus. Katalonien hatte starken Anteil an der Entwicklung von Handel und Militär in der Krone Aragonien, vor allem der Marine. Die katalanische Sprache blühte auf und breitete sich aus, als der Krone weitere Gebiete hinzugefügt wurden, darunter Valencia, die Balearen, Sardinien, Sizilien, Neapel und Athen, die eine Thalassokratie im gesamten Mittelmeerraum bildeten. Die Krise des 14. Jahrhunderts, das Ende der Herrschaft des Haus Barcelona (1410) und ein Bürgerkrieg (1462–1472) schwächten die Rolle des Fürstentums in der Krone und in internationalen Angelegenheiten.
Die Hochzeit von Ferdinand II. von Aragon und Isabella I. von Kastilien im Jahr 1469 legte den Grundstein für die Spanische Monarchie. 1492 begann die bis ins 17. Jahrhundert ausschließlich kastilischen Akteuren vorbehaltene spanische Kolonialisierung Amerikas, von der Aragonesen und Katalanen ausgeschlossen blieben. Die politische Macht verlagerte sich auch deswegen immer stärker nach Kastilien. Spannungen zwischen den katalanischen Institutionen und der Monarchie führten nach Ausbruch des Französisch-Spanischen Krieges zum Aufstand der Schnitter (1640–1659). Durch den Pyrenäenfriede wurde das Roussillon an Frankreich abgetreten. Während des Spanischen Erbfolgekrieges (1701–1714) unterstützte die Krone von Aragon den Erzherzog Karl von Habsburg. Nach der Kapitulation von Barcelona im Jahr 1714 setzte König Philipp V. von Bourbon, inspiriert vom französischen Modell, den Absolutismus und eine einheitliche Verwaltung in ganz Spanien durch und erließ die Decretos de Nueva Planta für jedes Reich der Krone von Aragon, die die wichtigsten katalanischen unterdrückten. Aragonesische, Valencianische und Mallorquinische politische Institutionen und Rechte und verschmolzen sie als Provinzen mit der Krone von Kastilien. Das Fürstentum Katalonien blieb jedoch bis zur Gründung der Spanischen Provinzialorganisation von 1833, die Katalonien in vier Provinzen aufteilte, eine Verwaltungseinheit.

## Das Fürstentum heute

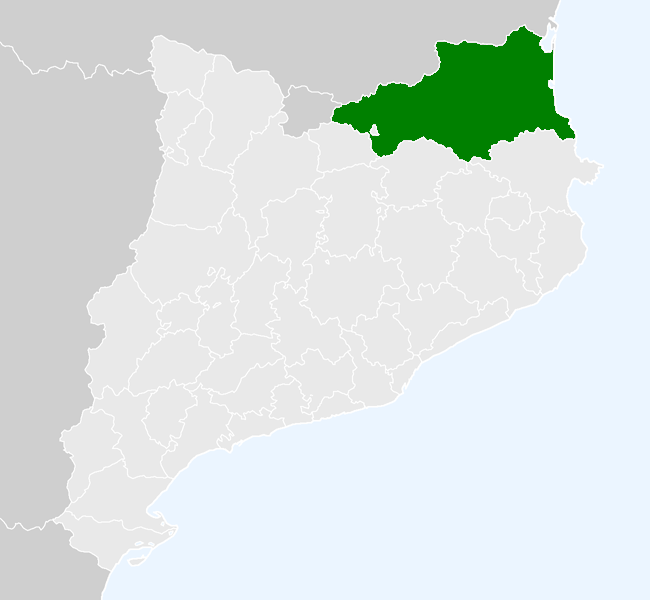
Prinzipat Katalonien, Autonome Region Katalonien in Hellgrau, Nordkatalonien in Grün

Katalanische Nationalisten betrachten Katalonien als eine Nation ohne Staat – aber mit dem Fürstentum als Bezugsterritorium.
Im Autonomiestatut von Katalonien wird das „Principat de Catalunya“ nicht ausdrücklich erwähnt, das „Principat“ ist aber als traditionelle Bezeichnung noch heute gegenwärtig – wenn auch meist synonym zur „Autonomen Gemeinschaft Katalonien“.